# Witoon Mingmoon
Witoon Mingmoon (nascido em 10 de fevereiro de 1996) é um halterofilista tailandês. Competiu representando a Tailândia na categoria até 56 kg do halterofilismo nos Jogos Olímpicos de Verão de 2016 no Rio de Janeiro.